# Don't Wake Me Up
Pour les articles homonymes, voir Wake Me Up.
Singles de Chris Brown
Put It Down
(2012) Don't Judge Me
Pistes de Fortune
Party Hard / Cadillac (Interlude)
(12) Trumpet Lights
(14)
Don't Wake Me Up est une chanson de l'artiste américain Chris Brown sortie le 18 mai 2012. Quatrième single extrait de son cinquième album studio, Fortune (2012), la chanson est produite par Benny & Alle Benassi, Free School, William Orbit et Brian "BK" Kennedy.
Sur M6 Music seulement et pour des raisons inconnues, le clip est diffusé avec une signalétique "Déconseillé aux moins de 10 ans".

## Formats et liste des pistes
- Téléchargement digital[1]

1. Don't Wake Me Up – 3:42

- Digital remix[2]

1. Don't Wake Me Up (Free School/William Orbit Mix) – 4:44

- EP Digital au Royaume-Uni[3]

1. Don't Wake Me Up – 3:42
2. Don't Wake Me Up (Free School/William Orbit Mix) – 4:44
3. Till I Die (featuring Big Sean et Wiz Khalifa) – 3:57
4. Sweet Love – 3:19

- CD en Allemagne

1. Don't Wake Me Up – 3:42
2. Don't Wake Me Up (Free School / William Orbit Mix) – 4:44

## Collaborateurs
Crédits extraits des notes de la pochette album de l'album Fortune
| - Jean-Baptiste – parolier - Allessandro "Alle" Benassi – parolier, réalisateur artistique, instruments - Marco "Benny" Benassi – parolier, producteur, instruments - Chris Brown – chanteur, parolier - Ryan Buendia – parolier - Iain Findley – assistant enregistrement sonore - Serban Ghenea – mixage audio - Priscilla "Priscilla Renea" Hamilton – parolier | - John Hanes – Mixage audio - Brian "BK" Kennedy – parolier, coproducteur - Nick Marsh – parolier, producteur, instruments - Michael McHenry – parolier - William Orbit – parolier, producteur - Phil Seaford – assistant ingénieur du son - Brian Springer – enregistrement - Alain Whyte – parolier |

## Classement et certifications
| Classement (2012)                           | Meilleure position |
| ------------------------------------------- | ------------------ |
| Allemagne (Media Control AG)                | 11                 |
| Australie (ARIA)                            | 2                  |
| Australie Urban (ARIA)                      | 2                  |
| Autriche (Ö3 Austria Top 40)                | 1                  |
| Belgique (Flandre Ultratop 50 Singles)      | 12                 |
| Belgique (Wallonie Ultratip 50)             | 17                 |
| Canada (Canadian Hot 100)                   | 67                 |
| Danemark (Tracklisten)                      | 16                 |
| France (SNEP)                               | 11                 |
| Irlande (IRMA)                              | 6                  |
| Japon (Japan Hot 100)                       | 59                 |
| Nouvelle-Zélande (RMNZ)                     | 5                  |
| Norvège (VG-lista)                          | 8                  |
| Pays-Bas (Nederlandse Top 40)               | 39                 |
| Écosse (OCC)                                | 1                  |
| Suède (Sverigetopplistan)                   | 20                 |
| Suisse (Schweizer Hitparade)                | 12                 |
| Royaume-Uni (UK Singles Chart)              | 3                  |
| États-Unis Billboard Hot 100                | 10                 |
| États-Unis Hot Dance Club Songs (Billboard) | 41                 |

| Pays             | Organisme | Certifications |
| ---------------- | --------- | -------------- |
| Australie        | ARIA      | 3 × Platine    |
| Autriche         | IFPI      | Or             |
| Belgique         | BEA       | Or             |
| Danemark         | IFPI      | Platine        |
| Nouvelle-Zélande | RIANZ     | Or             |

## Historique de sortie
| Pays             | Date         | Format                 | Label       |
| ---------------- | ------------ | ---------------------- | ----------- |
| Australie        | 18 mai 2012  | Téléchargement digital | RCA Records |
| Belgique         | 18 mai 2012  | Téléchargement digital | RCA Records |
| Canada           | 18 mai 2012  | Téléchargement digital | RCA Records |
| Danemark         | 18 mai 2012  | Téléchargement digital | RCA Records |
| Finlande         | 18 mai 2012  | Téléchargement digital | RCA Records |
| Irlande          | 18 mai 2012  | Téléchargement digital | RCA Records |
| France           | 18 mai 2012  | Téléchargement digital | RCA Records |
| Italie           | 18 mai 2012  | Téléchargement digital | RCA Records |
| Pays-Bas         | 18 mai 2012  | Téléchargement digital | RCA Records |
| Nouvelle-Zélande | 18 mai 2012  | Téléchargement digital | RCA Records |
| Norvège          | 18 mai 2012  | Téléchargement digital | RCA Records |
| Portugal         | 18 mai 2012  | Téléchargement digital | RCA Records |
| Espagne          | 18 mai 2012  | Téléchargement digital | RCA Records |
| Suède            | 18 mai 2012  | Téléchargement digital | RCA Records |
| Suisse           | 18 mai 2012  | Téléchargement digital | RCA Records |
| États-Unis       | 22 mai 2012  | Téléchargement digital | RCA Records |
| Autriche         | 22 mai 2012  | Digital remix          | RCA Records |
| Belgique         | 22 mai 2012  | Digital remix          | RCA Records |
| Italie           | 22 mai 2012  | Digital remix          | RCA Records |
| Pays-Bas         | 22 mai 2012  | Digital remix          | RCA Records |
| Norvège          | 22 mai 2012  | Digital remix          | RCA Records |
| Suisse           | 22 mai 2012  | Digital remix          | RCA Records |
| États-Unis,      | 12 juin 2012 | Radiodiffusion         | RCA Records |
| Allemagne        | 22 juin 2012 | CD single              | RCA Records |
| Royaume-Uni      | 22 juin 2012 | Digital extended play  | RCA Records |